# Ван Дейк, Тесса
Тесса ван Дейк (нидерл. Tessa van Dijk; 23 февраля 1986 года, Алсмер, Нидерланды) — нидерландская конькобежка. Участница чемпионата мира 2008 года, 2-кратная призёр чемпионата Нидерландов.

## Биография
Тесса ван Дейк родилась в Алсмере, но заниматься конькобежным спортом стала в ледовом клубе "HC De Vechtstreek" Утрехта. В возрасте 12 лет Тесса стала участвовать в региональных соревнованиях. В 2001 году заняла 2-е место в спринтерском многоборье на чемпионате Нидерландов среди юниоров, а через год выиграла этот чемпионат.
В сезоне 2003/04 попала в юниорскую команду "Jong Oranje" и дебютировала на юниорском чемпионате мира среди юниоров, где с партнёрами выиграла золотую медаль в командной гонке. Она также стала победителем на юношеских играх Северной Европы на дистанциях 1500 и 3000 м. В 2005 году вновь завоевала "золото" на юниорском чемпионате мира в командной гонке, в многоборье стала 24-й. В сезоне 2005/06 стала выступать за тренировочную команду Яна Ван Вина KNSB и дебютировала на Кубке мира.
В 2006 году Ван Дейк участвовала на чемпионате мира в классическом многоборье в Калгари, заменив заболевшую Ренату Груневолд и заняла 8-е место. В 2007 году она впервые заняла 2-е место в забеге на 5000 м на чемпионате Нидерландов, а в многоборье стала 5-й. В мае 2007 года Тесса перешла в команду "VPZ" под руководством Сийтье ван дер Ленде. Но через год команда не продлила контракт с ней из-за проблем с травмами Ван Дейк.
В сезоне 2008/09 Тесса вновь из-за проблем со здоровьем не смогла показать результатов и завершила карьеру спортсменки.

## Личная жизнь
Тесса ван Дейк обучалась до 2005 года в колледже Лейдше Рейн, в Утрехте. С 2009 по февраль 2010 года работала в сауне в районе Ден Хоммель Утрехта. После небольшого отдыха в 2012 году уехала в Италию, где в течение семи месяцев работала учителем голландского языка в Неаполитанском университете Востока. В 2014 году окончила Утрехтский университет в степени бакалавра в области голландского языка и культуры, а в 2017 году получила специальность ремесленника, сапожника в голландской обувной академии. На основной работе в компании "Ed van Dijk Transport Dienstverleners" работает с 2008 года по-настоящее время, а параллельно является офисным помощником в компании "HTS BeSafe AS".